# Rotin (ébénisterie)

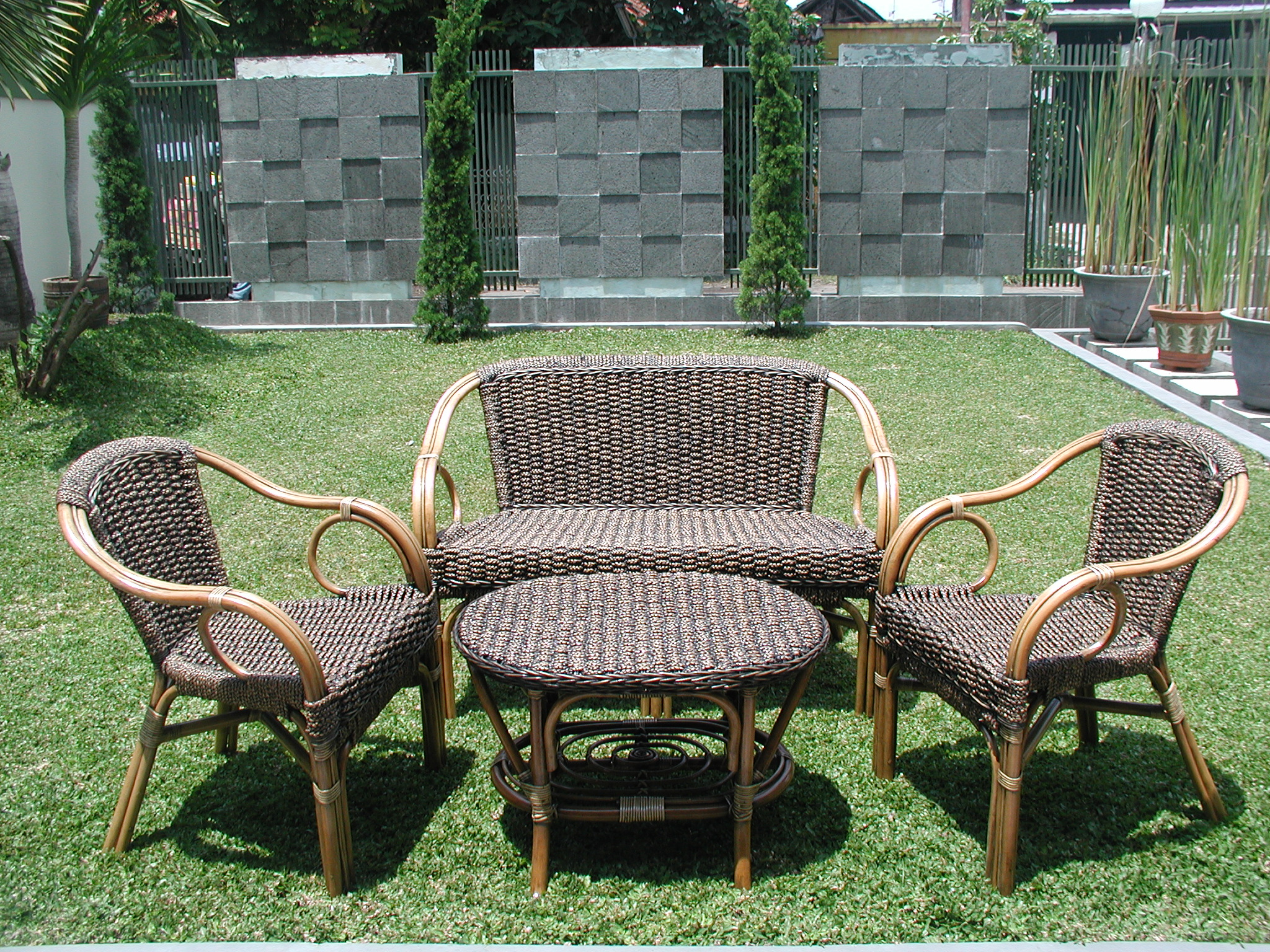
Meubles en rotin

Le rotin est une lanière jaune pâle utilisée pour fabriquer des meubles. Il provient de plusieurs espèces de plantes d'Asie du Sud-Est. 
Le mot "rotin" vient de la déformation du mot malais rotang, qui désigne certains palmiers appartenant au genre Calamus de la famille des Arécacées.
Une distinction importante est à souligner entre le rotin, le bambou et l’osier. Le bâton de rotin est constitué d’un ensemble de fibres formant un cylindre plein et de diamètre régulier. Le bambou quant à lui est une graminée à tige cylindrique, creuse, ligneuse et aux nœuds proéminents. L’osier, lui, est une tige de saule de forme légèrement conique et formée d’une seule et unique fibre.

## Différentes essences de rotins
À l’état naturel et sauvage, le rotin se présente sous la forme de tiges grises pourvues d’épines, s’attachant aux arbres, et de longueur variable pouvant atteindre un maximum de 200 mètres.
Afin de distinguer les différentes catégories de rotins, il leur a été attribué un nom en fonction de l’endroit où ils sont récoltés.
Les principales essences de rotins sont :
- le Malacca : à teinte claire ;
- le Manille : à teinte brune ;
- le Tohiti ;
- le Sarawacks ;
- le Sampit ;
- le Pasir.

Le Manille et la Malacca sont utilisés pour la fabrication des armatures de sièges ou de meubles grâce à leur solidité - qui est par ailleurs identique. 
Les ligatures en filets droits ou formant des croisillons sont réalisées en d’autres qualités de rotins plus souples tels que le Tohiti.

## Différentes formes
Le rotin est d’abord débité en longueur de 4 à 8 mètres avant d’être débarrassé de ses feuilles. Il est ensuite nettoyé et classé suivant son diamètre - variant de 1 à 46 mm.
La liane dans son aspect naturel, revêtue de son écorce mais bien évidemment dépourvue de ses épines, était très prisée dans les années 1970 pour le côté rustique et brillant de l’aubier. Elle est également appelée "rotin brut". Sa coloration se situe entre le jaune et le vert. 
La moelle de rotin est la partie intérieure de la liane débarrassée de son écorce. On la produit à partir de grandes longueurs de calibre uniforme en les faisant passer mécaniquement dans des filières. De couleur terne blanc-crème, elle est beaucoup employée dans la fabrication du mobilier de véranda ou de jardin.
L’éclisse de rotin est l’écorce intérieure, solide et brillante de la liane que l’on a fendue avec un dessous plat et un dessus légèrement bombé. Par sa couleur et son lustre, elle rappelle beaucoup le bambou. Mais elle est aussi présentée recouverte de laques diversement colorées.
Enfin la canne est de même forme que l’éclisse mais pourvue de son écorce vernie d’un joli aspect jaune brillant. Elle sert à la fabrication exclusivement manuelle du cannage, celui-ci est en fait un treillis de rotin servant au garnissage des fonds de chaises

## Travail du rotin
Les techniques employées avec le rotin proviennent de celles utilisées pour l’osier.
Le rotin est à la fois un matériau souple, pour les plus petits diamètres, et rigide, pour les épaisseurs plus importantes. 
En effet, celui-ci résiste bien à la traction mais également à la pression. Son principal avantage est que ses brins sont beaucoup plus longs et d’un diamètre constant de haut en bas, ce qui limite le recours aux aboutages (assemblage de deux pièces de bois dans le sens de leur longueur).
Les qualités du rotin le recommandent pour les traitements décoratifs tels que la teinture ou la lasure.

## Mode opératoire
Ce qui suit est la méthode à suivre nécessaire pour réaliser un meuble de véranda en rotin.

### Cintrage
Pour donner une courbure intérieure à un bâton de rotin il faut le faire passer dans un four à vapeur pendant un temps variable en fonction de son épaisseur (de 3 à 45 minutes).
La vapeur permet de ramollir les fibres de la moelle du rotin pour ainsi assouplir la pièce. Elle peut de cette façon tolérer son cintrage, manuel et autour d’un calibre de courbure. Un maintien mécanique est toutefois nécessaire pour éviter que la pièce ne reprenne sa forme originelle.
Pour les plus petits diamètres, un simple trempage dans l’eau froide pendant 4 à 5 minutes permet leur cintrage.    

### Assemblage
On assemble les différentes pièces formant le meuble par un jeu de vis et de clous: les vis étant utilisées pour fixer les différents éléments de l’ossature du siège et les clous servant au scellage des ligatures.

### Ligatures
Les ligatures permettent de masquer les différents éléments de quincaillerie afin d’améliorer le côté esthétique du siège.
Ces ligatures sont en fait des éclisses de rotin, que l’on trempe dans l’eau pour les assouplir, qui se resserrent lors du séchage et renforcent ainsi la rigidité du meuble. 

### Ponçage
Afin d’obtenir un effet doux et lisse au toucher, le ponçage du meuble est obligatoire. Celui-ci s’effectue exclusivement à la main, car aucune machine n’est capable de poncer un élément de forme cylindrique ; encore moins s'il s'agit d'un fauteuil déjà monté.

### Finition
En matière de finition, toutes les teintes possibles et imaginables sont disponibles. La teinte choisie est protégée par un vernis extra mat, mat ou satiné selon le désir du client.
La teinture et le vernissage sont réalisés dans une cabine de peinture afin d'éviter tout problème au point de vue environnemental.

## Inconvénients et entretien
Les meubles en rotin sont d’un entretien très simple. Il n'est pas nécessaire de leur appliquer une couche de verni post-finition contre le ternissement dû aux rayons U.V. 
Toutefois, il est important de les tenir hors de portée de l'humidité car celle-ci, lors du séchage, déformerait la structure du meuble. 
Il est donc indispensable de les abriter pendant la mauvaise saison. 
De plus, une exposition prolongée à un air trop sec provoque une augmentation de la rigidité ainsi qu'une tendance à la cassure dans les parties les plus fines, et notamment au niveau du cannage.
Un des plus grands inconvénients du rotin est qu'il est difficile d'innover au niveau de la structure. Celle-ci est en effet limitée par la palette relativement restreinte au niveau des différents diamètres, alors que dans l'ébénisterie traditionnelle les possibilités sont illimitées. 